# لا مادلن
لا مادلِن (فرانسوی: La Madeleine‎) یک کلیسای کاتولیک در شهر پاریس، فرانسه است که در سال ۱۹۹۱ در فهرست میراث جهانی یونسکو ثبت شده‌است.
این کلیسا که در سال ۱۱۸۲ میلادی بنیان‌گذاری شده ساختمان کنونی در آن در سال ۱۷۶۳ براساس معماری نئوکلاسیک شروع به ساخت و در سال ۱۸۴۲ به‌عنوان کلیسا به بهره‌برداری رسید، لا مادلِن دارای ۱۰۸ متر طول و ۴۳ متر عرض می‌باشد.

## نگارخانه

بیرون
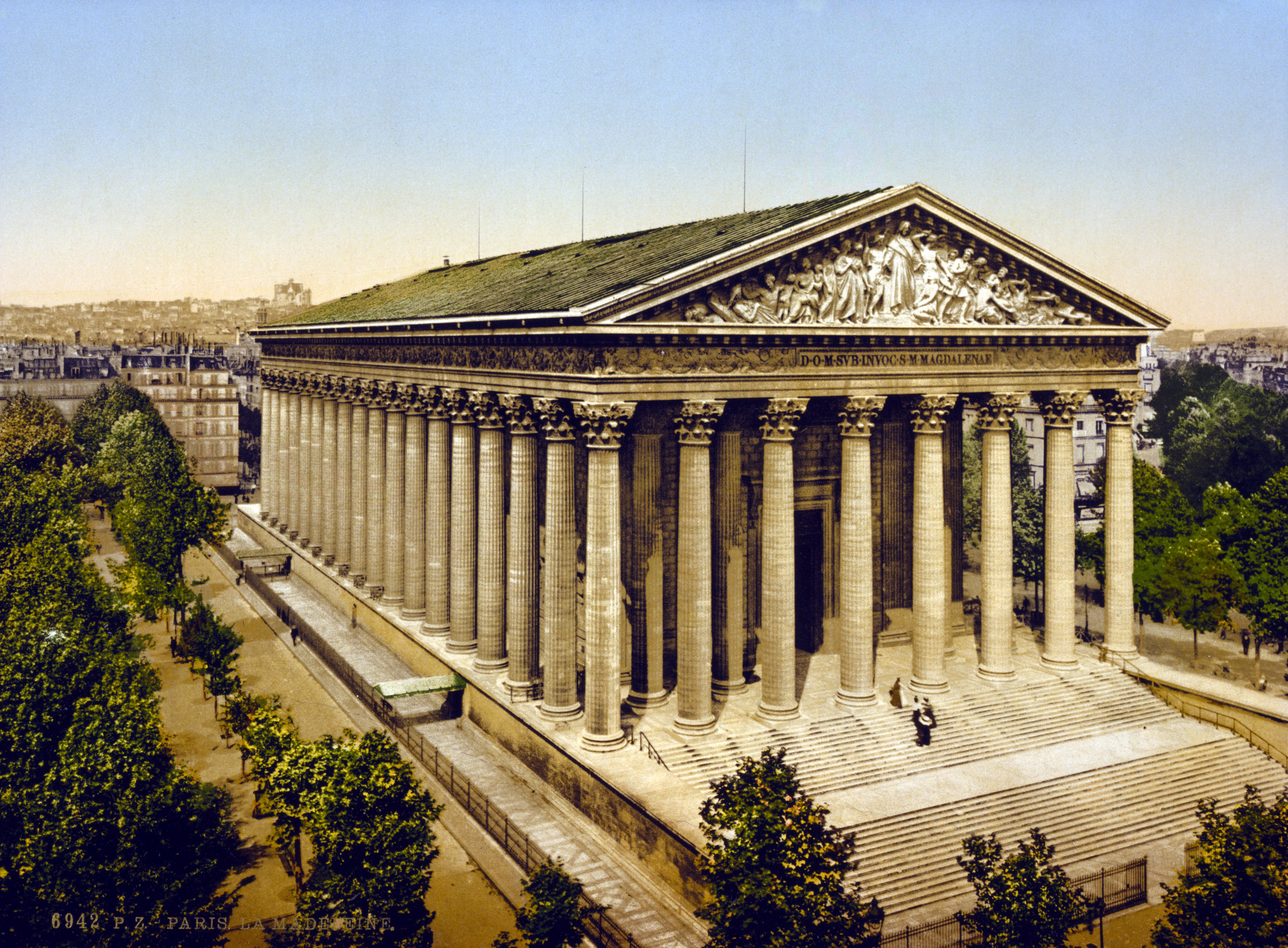
La Madeleine in the 1890s
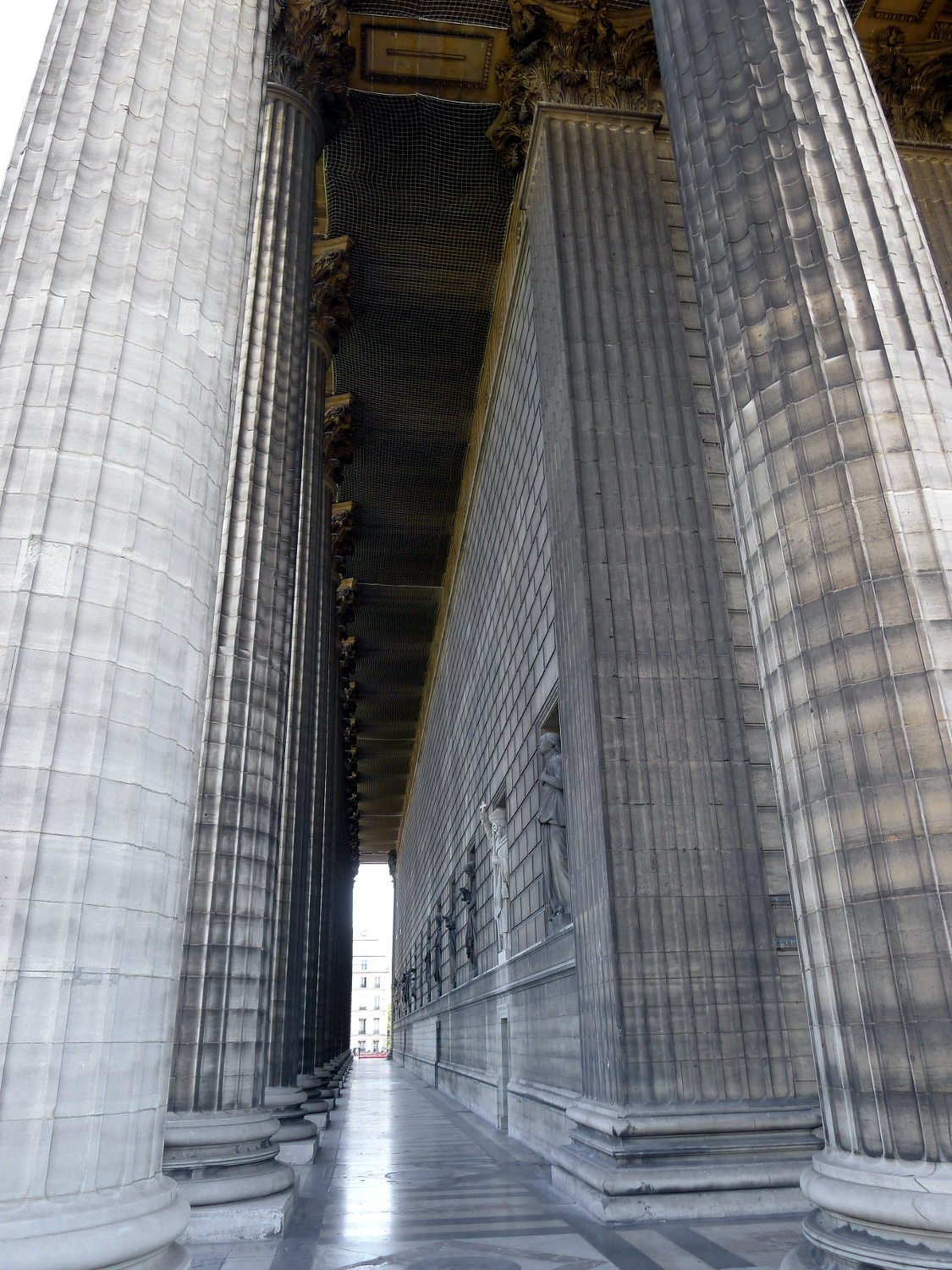
The Colonnade
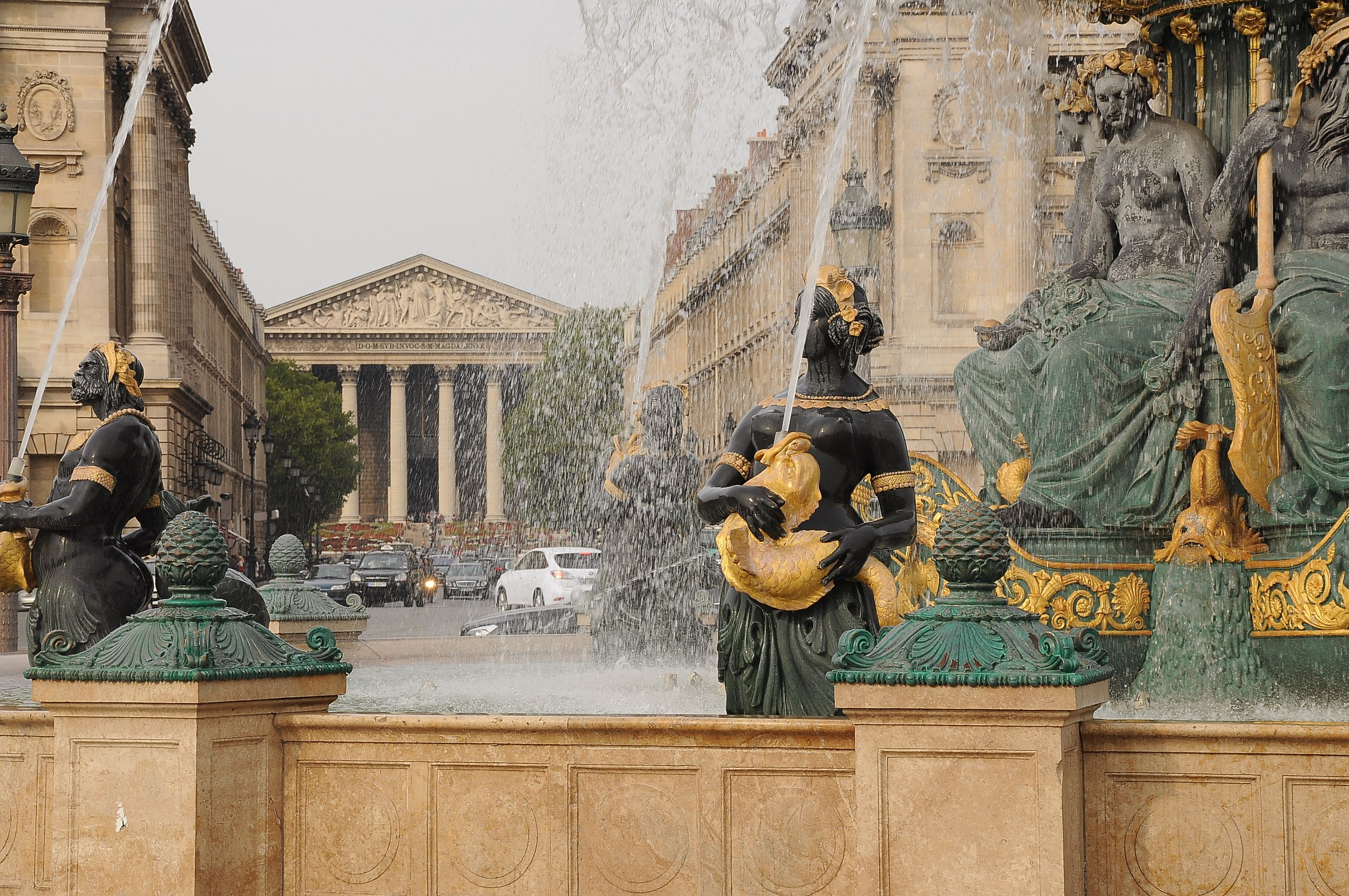
From Place de la Concorde

داخل
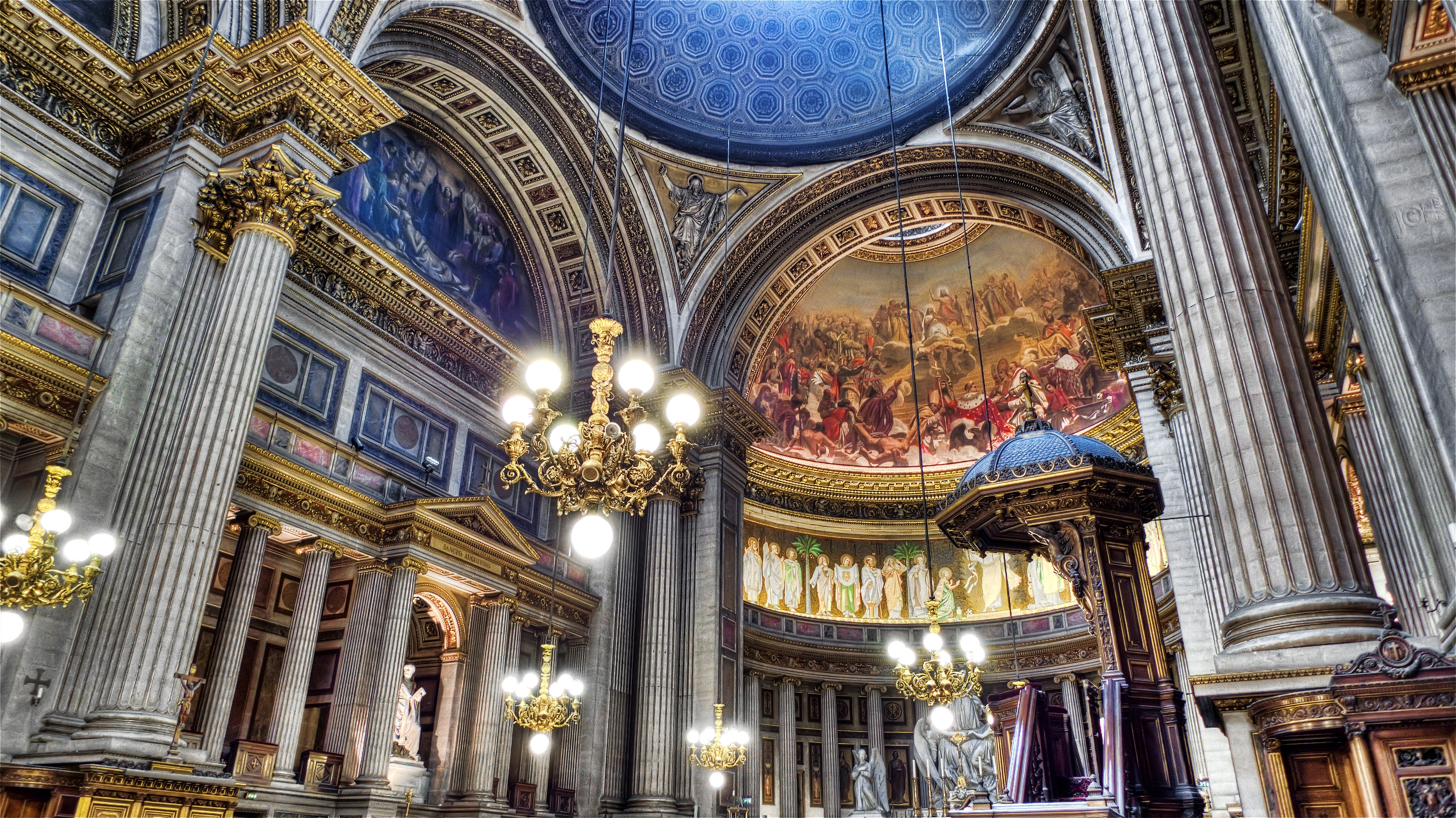
The nave with Jules-Claude Ziegler's fresco The History of Christianity prominently featuring Napoleon
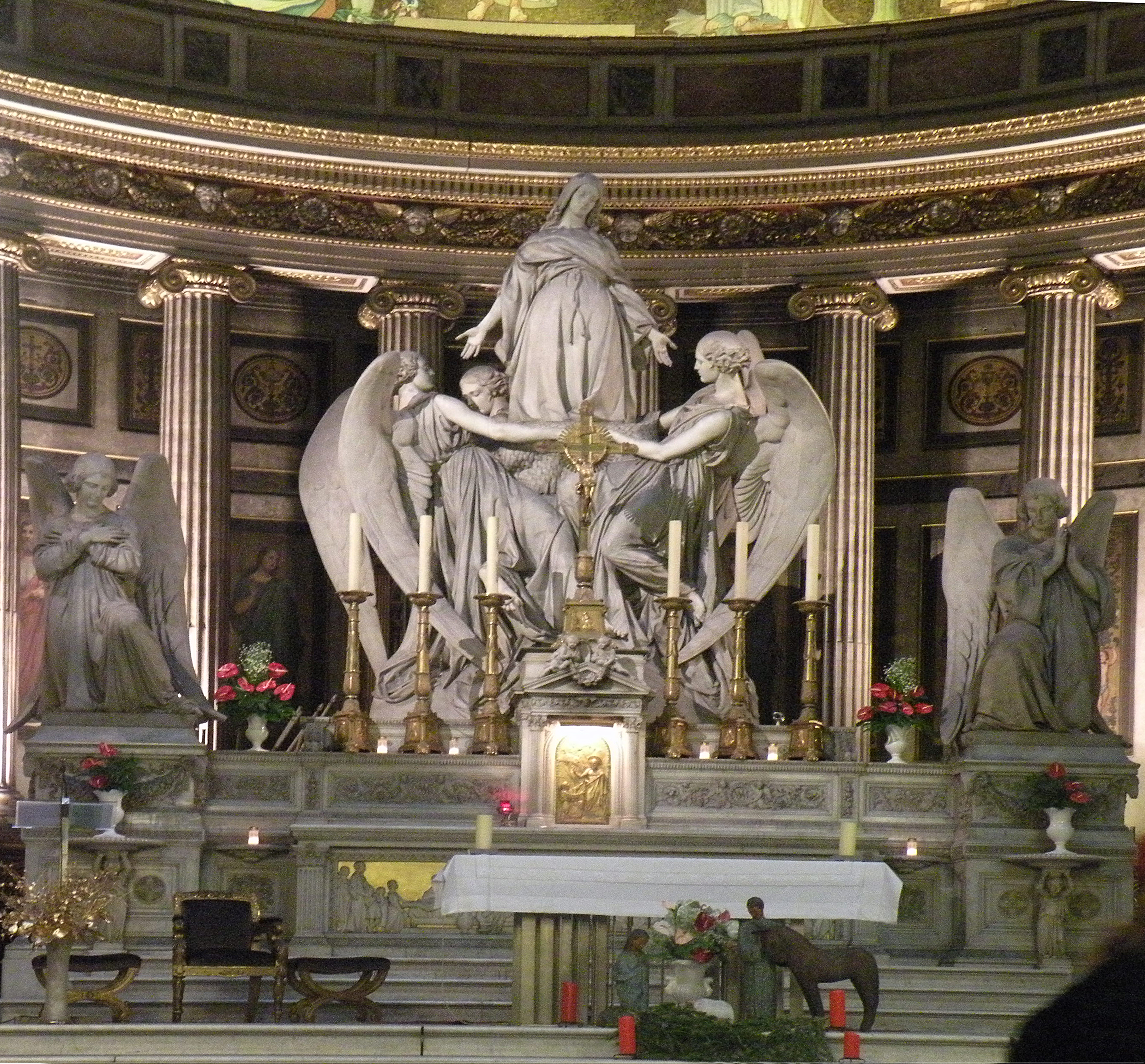
The altar with the statue of Mary Magdalene
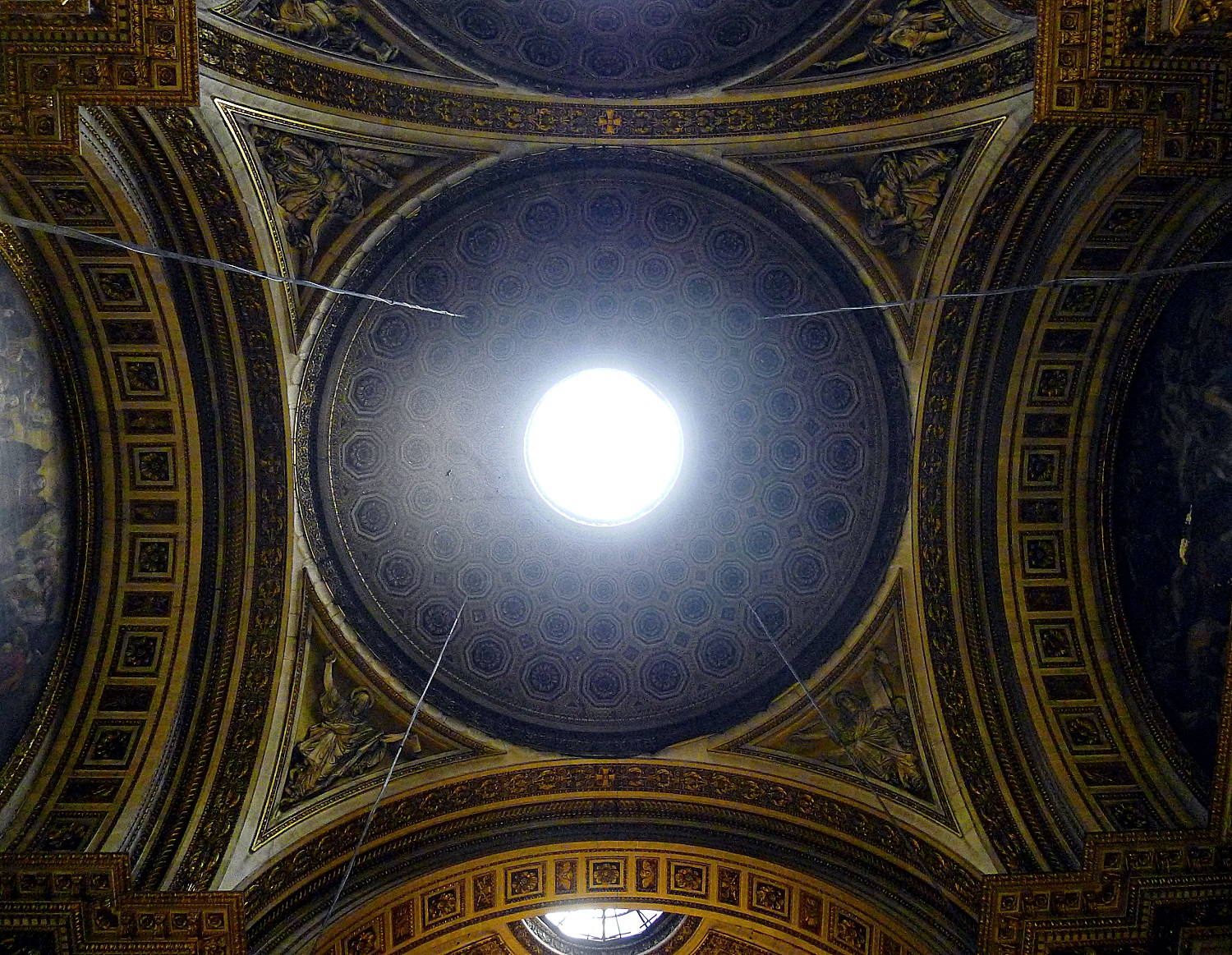
One of the cupolas
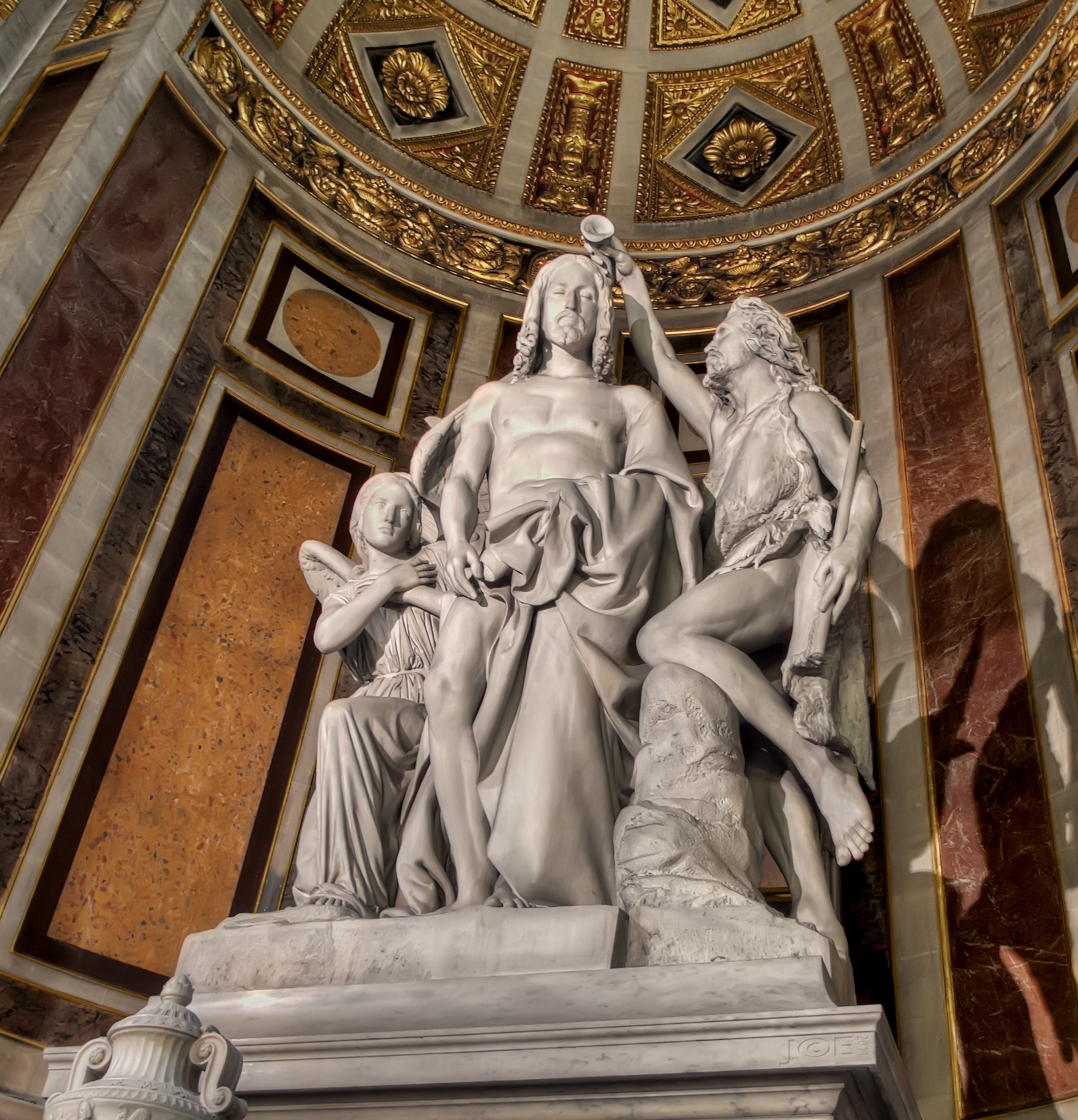
Baptism of Christ by François Rude

جزئیات
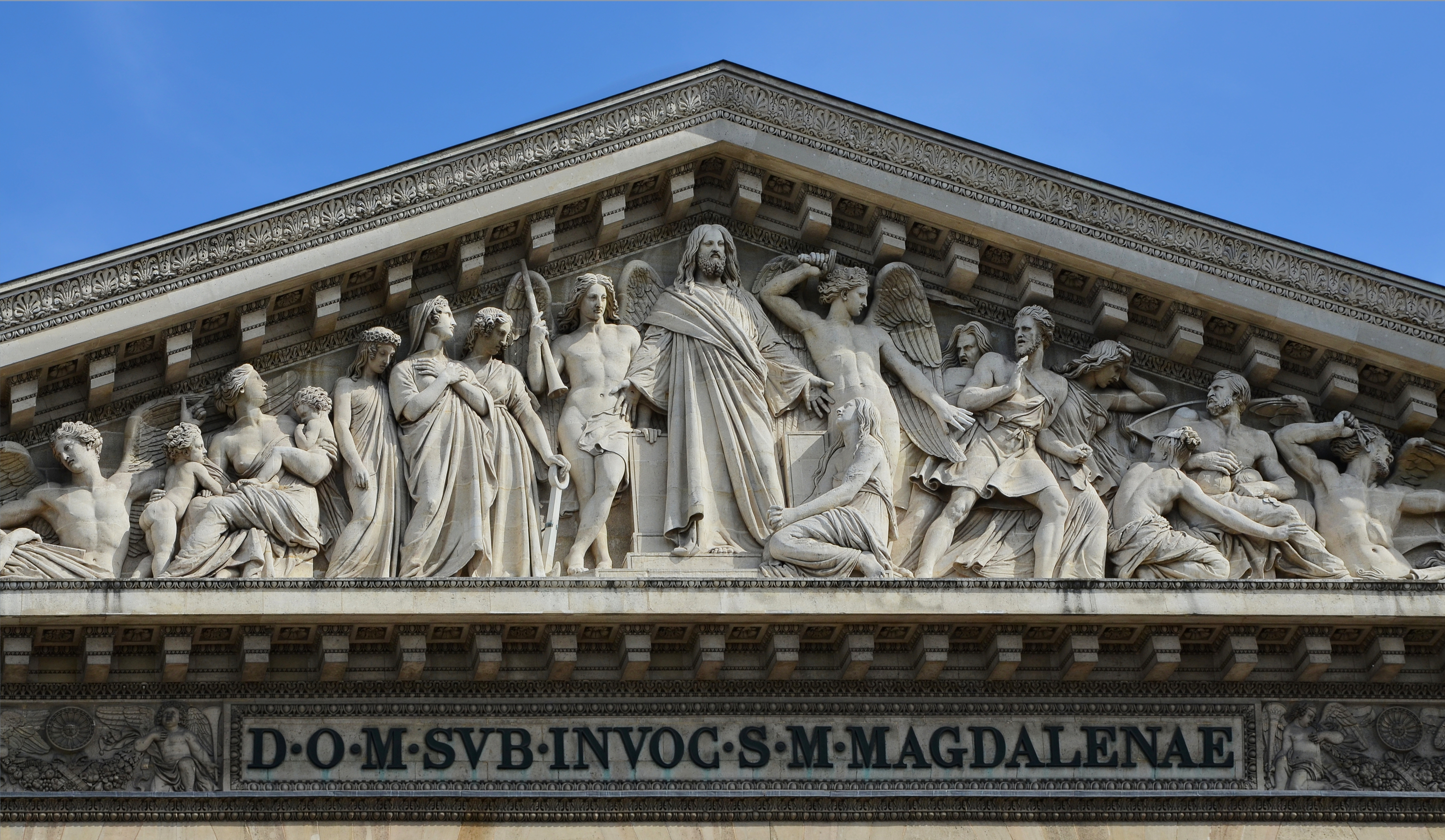
سنتوری روز حساب
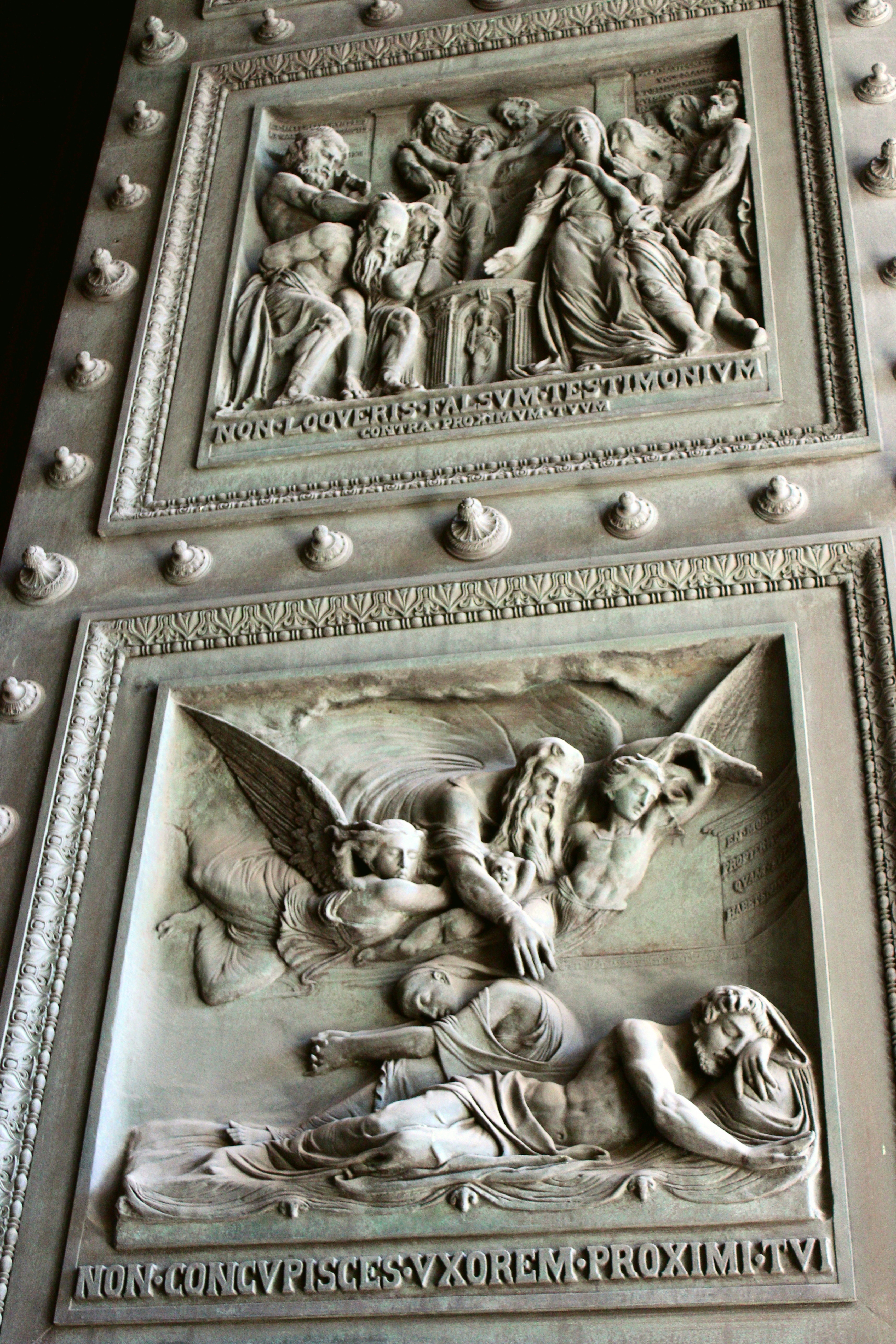
The bronze doors following the theme of the Ten Commandments
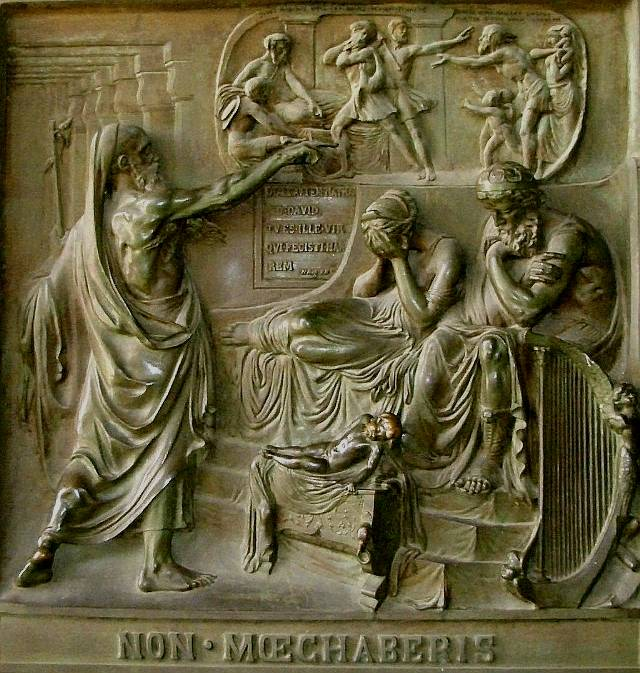
Nathan Confronts داوود, bronze bas-relief on the church door
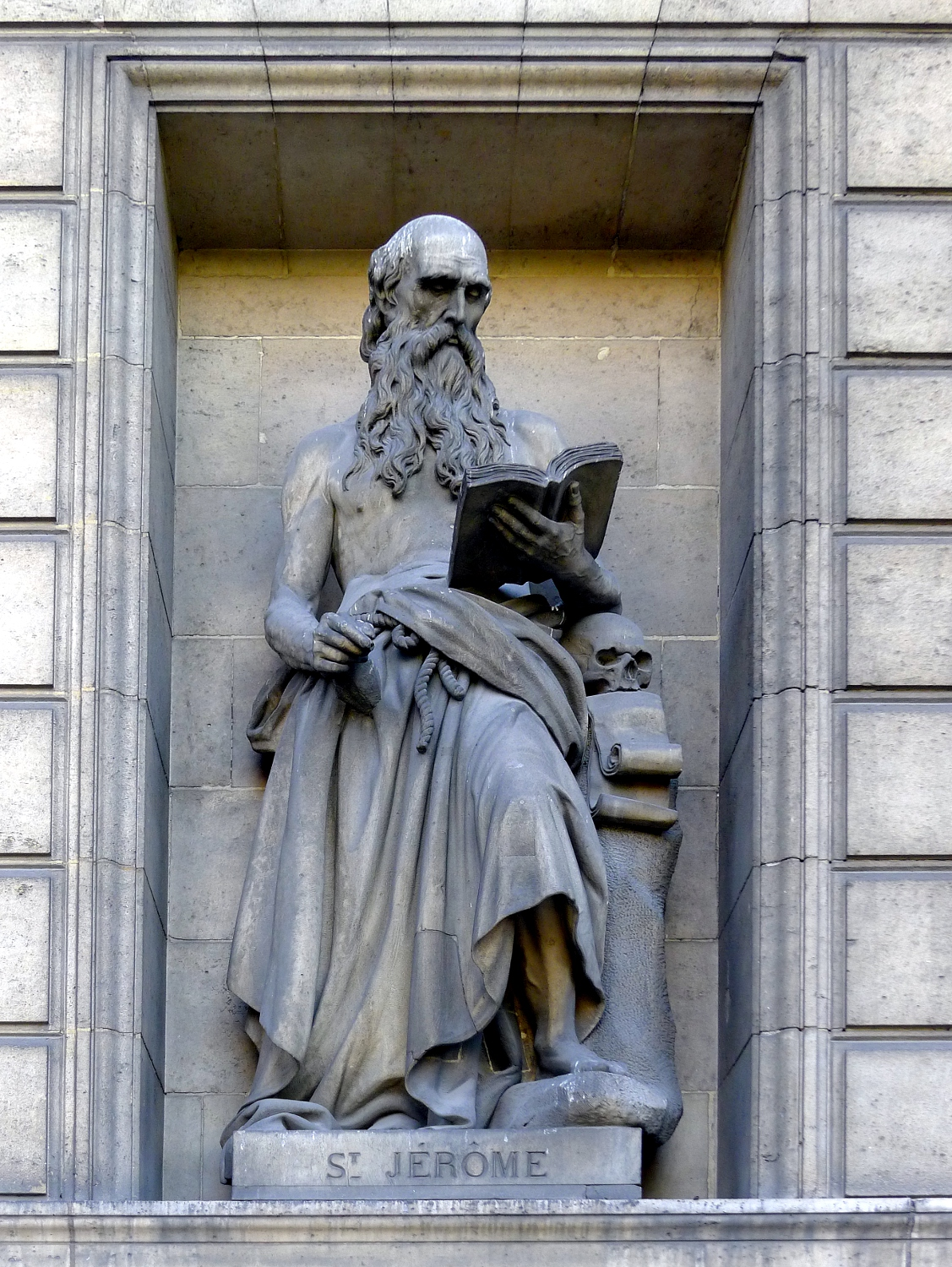
جروم